# Christina Lathan
Christina Lathan (dekliški priimek Brehmer), nemška atletinja, * 28. februar 1958, Altdöbern, Vzhodna Nemčija.
Nastopila je na olimpijskih igrah v letih 1976 in 1980, leta 1976 je osvojila naslov olimpijske prvakinje v štafeti 4×400 m s  svetovnim rekordom in srebrno medaljo v teku na 400 m, leta 1970 pa srebrno medaljo v štafeti 4×400 m in bronasto v teku na 400 m. V štafeti 4x100 m je osvojila tudi naslov evropske prvakinje leta 1978, ko je osvojila tudi srebrno medaljo v teku na 400 m. V letih 1979 in 1980 je z vzhodnonemško reprezentanco dvakrat postavila svetovni rekord v štafeti 4 x 100 m, 9. maja 1976 je s časom 49,77 s postavila še svetovni rekord v teku na 400 m, ki je veljal mesec in pol.